# Guiscardo Lorito
Guiscardo Lorito (Salerno, 23 ottobre 1922 – Ferrara, 19 agosto 2001) è stato un giornalista, scrittore e poeta italiano, attivo soprattutto nella seconda metà del ventesimo secolo in Italia.

## Premi e onorificenze
Nel 1960 è stato premiato per la sua attività giornalistica con il prestigioso "Premio Saint-Vincent per il giornalismo" nel corso della undicesima edizione dello stesso.